# 弦楽四重奏曲第2番 (ヤナーチェク)
弦楽四重奏曲 第2番『ないしょの手紙』（チェコ語：Listy důvěrné）は、レオシュ・ヤナーチェクが1928年に完成させた弦楽四重奏曲である。この通称は、作曲者自身が添えた副題にちなんでいる。
以下の4楽章からなる。
1. Andante
2. Adagio
3. Moderato
4. Allegro

ボヘミア四重奏団から、新作の弦楽四重奏曲を2点作曲するようにとの要望を受け、1923年に着手された。弦楽四重奏曲としては異例なことに、作曲者自身が副題を付けている。長年にわたって精神的な親交を結んだカミラ・ストスロヴァーに触発されて作曲された。彼女はヤナーチェクより40歳も年下の人妻であったが、ヤナーチェクは一方的に彼女に思いを寄せていたといわれている。「ないしょの手紙」とは公にできない手紙、つまり恋文のことである。ヤナーチェクは晩年に彼女と700通にものぼる文通を続けており、そこに示されたような親密な関係を表現しようとしたものらしい。作曲者は言う。
「1音1音の陰には、活き活きと力強い、愛すべき君がいるよ。君の体の香り、君の口付け――いや、君のじゃなかった、僕のだね。僕のすべての音符が君のすべてに口付けしているよ。君を激しく必要としているんだ――。」
晩年のヤナーチェクの器楽曲にしばしば見られるように、伝統的な形式から離れた楽曲構成がとられている。作品を通じてヴィオラが活躍するが、これはカミラ・ストスロヴァーの象徴である。第2楽章では、カミラが自分の息子を産んでくれるのではないかという夢ないしは妄想が描かれている。

## カミラ
カミラ・シュテッセルもしくはストスロヴァー（Kamila Stösslová、1891年 - 1935年、旧姓ノイマン Neumannová）は、1917年に行楽地ルハチョヴィツェにおいてヤナーチェクと知り合いになり、最晩年のヤナーチェクにとってミューズの役割を果たした。ヤナーチェクは彼女に心底から恋焦がれていたといわれる。
ヤナーチェクの感情に対してカミラは煮え切らない態度をとり続けたにもかかわらず、ヤナーチェクは数々の舞台作品で、彼女に触発された役柄を創り出している（『カーチャ・カバノヴァー』のタイトル・ロール、『利口な女狐の物語』の女狐役、『マクロプーロス事件』のエミリア・マルティなど）。ほかにも、合唱曲集『消えた男の日記』、『グラゴル・ミサ』、『シンフォニエッタ』も彼女に霊感を受けたといわれている。だが、彼女に触発された最も有名な作品は、やはり『弦楽四重奏曲第2番』である。
これらの作品の多くは、ヤナーチェクの片思いだったことを実証しているが、とはいえ2人は情の濃やかな文通を取り交わした。700通にのぼる往復書簡は、彼女に対するヤナーチェクの強い執着を感じさせる。彼女は常に超然と構えて誘いに乗ろうとしなかったが、ヤナーチェクが没した時にはそのそばにいた。